# Ulica Zamkowa w Kaliszu
Ulica Zamkowa – ulica w Kaliszu, w Śródmieściu, na kaliskiej starówce. Jest jedną z najstarszych ulic w mieście. Ma około 200 metrów długości. Zalicza się ona do reprezentacyjnych ulic Kalisza.

## Dane ulicy
Ulica Zamkowa zaczyna się na Głównym Rynku, a kończy się na placu Jana Pawła II. Na całej swej długości jest wyłożona kostką brukową. Obowiązuje na niej ruch jednokierunkowy w stronę przeciwną do kolejności numeracji budynków (w stronę Głównego Rynku). Należy ona do śródmiejskiej strefy zamieszkania.

## Historia
Ulica Zamkowa została wytyczona podczas lokacji Kalisza w 1257. Od początku swojego istnienia do początku XIX wieku była główną ulicą wylotową z miasta na Toruń. Stąd też w tamtym okresie nazywała się ulicą Toruńską. W czasie istnienia murów miejskich ulica kończyła się na Bramie Toruńskiej, która stała od połowy XIV wieku do 1806 na miejscu dzisiejszego placu Jana Pawła II. Ówczesną ulicą Toruńską w dawnym okresie przebiegały ważne trakty: Śląsk – Pomorze nazywany Nową Drogą Toruńską i Śląsk – Mazowsze. Pierwszą zabudowę ulicy stanowiły 32 drewniane domy, z których 30 spłonęło w wielkim pożarze miasta w 1792. W drugiej połowie XVIII wieku ulica otrzymała nawierzchnię brukowaną. W połowie lat 20. XIX wieku po wybudowaniu nowego traktu łączącego Kalisz z Warszawą ulica Toruńska została przemianowana na ulicę Warszawską. W połowie XIX wieku wszystkie domy były już murowane. W sierpniu 1914, podczas burzenia Kalisza przez wojska niemieckie, prawie cała zabudowa ulicy została zniszczona. Ocalały jedynie dwie kamienice: pod nr. 13 i na narożniku z ulicą Grodzką, która została rozebrana w 1940. Większość obecnej zabudowy pochodzi z lat 1920-1938. Kolejne zmiany nazwy ulicy miały miejsce w 1934 kiedy otrzymała ona nazwę 6-go Sierpnia od daty wymarszu z Krakowa w 1914 Pierwszej Kompanii Kadrowej oraz w 1948 kiedy przemianowano ją na imię Generała Świerczewskiego. Obecną nazwę – Zamkowa – ulica otrzymała w 1990 dla upamiętnienia faktu, iż przy jej końcu od XIII wieku do 1803 wznosił się Zamek Królewski.

## Obiekty
- kamienica, nr. 9 – wzniesiona w 1922; wpisana do rejestru zabytków 23 września 1991, nr rejestru 672/A
- kamienica, nr. 13 – wzniesiona ok. 1860, z fasadą, najstarsza istniejąca kamienica przy ulicy; wpisana do rejestru zabytków 3 lutego 1969, nr rejestru 472/A
- kamienica, nr. 14 – wzniesiona w 1925 na miejscu zniszczonego w 1914 domu, w którym 11 września 1838 urodził się i mieszkał do 1857 Adam Asnyk o czym informuje pamiątkowa tablica umieszczona na froncie; kamienica wpisana została do rejestru zabytków 22 czerwca 1993, nr rejestru 680/A
- kamienica, nr. 21 – wzniesiona w pierwszej połowie XIX wieku; wpisana do rejestru zabytków 3 września 1970, nr rejestru 1218/A

Obecność kamienic na całej długości ulicy pozwala na działalność usługową na ich parterach. Oto niektóre firmy:
- salon Orange, nr. 1
- Centrum Informacji Turystycznej (do ul. Chodyńskiego 3)
- lombard Grosz, nr. 11
- restauracja Pięterko Staropolska, nr. 12
- Bank Pocztowy, nr. 18-20
- Poczta Polska, urząd pocztowy nr 1, nr. 18-20